# Syndrom urologiczny kotów

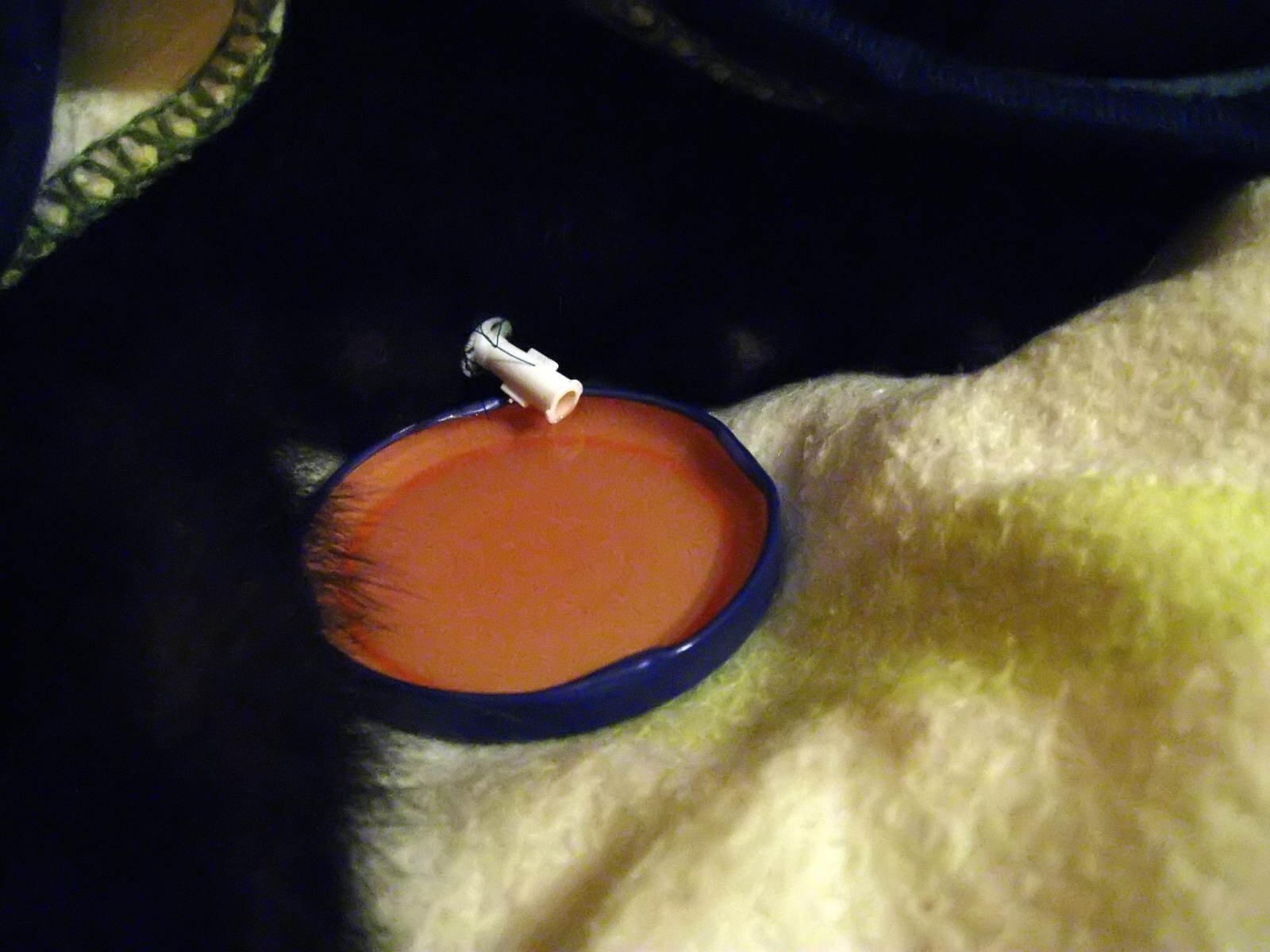
Cewnik założony po powikłaniach SUK

Syndrom urologiczny kotów (SUK) – zaburzenie dolnych dróg moczowych. Choroba ta występuje znacznie częściej u kocurów niż u kotek. 

## Czynniki ryzyka
- Zbyt dużo fosforu i magnezu w pokarmie[1]
- Mało ruchu
- Niedostateczne spożycie wody
- Nadwaga

## Objawy
- Częste oddawanie moczu, często z krwią
- Niepokój
- Miauczenie podczas oddawania moczu
- Wylizywanie ujścia cewki moczowej[2]

W przypadku nieleczenia syndromu urologicznego kotów u zwierzęcia może dojść do zatkania cewki moczowej. Następstwem tego może być mocznica. Zwierzę może umrzeć w ciągu kilkunastu godzin z powodu zatrucia organizmu. Bardzo ważna jest natychmiastowa pomoc lekarza weterynarii.

## Zapobieganie
- Specjalna dieta eliminująca struwity
- Stały dostęp do świeżej wody
- Ruch
- Badanie kontrolne